# Chiesa di San Martino a Terenzano
La chiesa di San Martino a Terenzano si trova a Fiesole in località Terenzano, un borgo collinare che confina a ovest con Settignano.

## Storia
Le prime attestazioni documentarie della località di Terenzano risalgono al 1140, quando viene menzionata in un atto di rinuncia a favore dei monaci di Vallombrosa. Il toponimo deriva probabilmente da un antico praedium romano appartenuto a un certo Terentius e situato lungo la Cassia Vetus. Esiste un'altra località con lo stesso nome nei pressi di Rignano sull'Arno, e nel tempo si è verificata talvolta una certa confusione tra i due luoghi.
Nel 1245, nei registri ecclesiastici comparve per la prima volta la chiesa di San Martino, che apparteneva al piviere di Remole. Nel 1274 fu sottoposta alla decima pontificia e, tra il 1299 e il 1300, il rettore della chiesa risultava essere un certo prete Tendi. 
Nel XIV secolo, la chiesa passò sotto il patronato della famiglia Della Casa. Intorno al 1330, il Maestro del Polittico della Cappella Medici realizzò per la chiesa un polittico a cinque scomparti raffigurante la Madonna col Bambino tra i santi Damaso papa, Martino, Giovanni Battista e Lorenzo, con Cristo benedicente e quattro angeli nella parte superiore. Nelle vicinanze sorgeva il Palagio, in seguito noto come della Rosa, che fin dal Trecento era la dimora signorile dei Gherardini del Gonfalone del Vaio. Un esponente di questa famiglia, Francesco di Taddeo, nel 1419 ricevette la Rosa d'oro da papa Martino V, e proprio questo evento diede il nome alla villa. Poco sopra la chiesa si trovava la torre di Bagazzano, una casa fortificata appartenente agli Alberti Ristori, mentre il Palagetto era di proprietà della famiglia Fortini.
Tra la fine del Trecento e l'inizio del Quattrocento, la chiesa ricevette una serie di polittici destinati ai suoi altari. Tra il 1395 e il 1400, il Maestro di Santa Verdiana dipinse una tavola raffigurante i Santi Giovanni Battista, Lorenzo e Martino. Quest'opera, in seguito attribuita alla scuola di Bicci di Lorenzo o di Pietro di Miniato, nel 1906 fu identificata come opera del cosiddetto Maestro di Terenzano e conservata in sagrestia, insieme ad altre tavole risalenti alla prima metà del Trecento, che facevano parte di un polittico successivamente smembrato. In questo periodo, le pareti della chiesa furono decorate con affreschi, di cui oggi resta solo un frammento raffigurante Cristo.
Attorno al 1402, il pittore Lorenzo di Niccolò di Martino realizzò due trittici ad affresco: uno con la Madonna tra i santi Lorenzo e Jacopo, l'altro con la Maddalena tra i santi Giovanni Battista e Martino. Queste opere, inizialmente attribuite alla scuola dei Gaddi e ritenute di fattura piuttosto rozza, furono successivamente rivalutate. Nello stesso anno, il pittore eseguì un polittico, oggi smembrato, che raffigurava la Madonna col Bambino tra i santi Martino, Lorenzo, Gregorio Magno e Genoveffa, commissionato da Domenico Dell'Avveduto. A Lorenzo di Niccolò si devono anche quattro tavole che facevano parte di un altro polittico o di due dittici, raffiguranti San Clemente I Papa, Santa Lucia, l'Angelo Annunciante e Maria Annunciata.
Nel 1416, il patronato della chiesa passò alla famiglia Bardi e, negli anni 1480, ai Masi. Nel 1492, all'interno della parrocchia di San Martino, nacque lo scultore e architetto Simone di Francesco Delle Pecore, noto come Simone Moschini o Mosca (1492-1553), destinato a lavorare in diverse città italiane.
Tra il 1560 e il 1600 fu scolpito un grande crocifisso ligneo, attribuito alla scuola del Giambologna. L'opera, in seguito, fu trasferita nella chiesa di San Jacopo al Girone.
Nel corso del Settecento, l'interno della chiesa fu rimaneggiato, con la creazione della serliana presbiteriale e l'erezione di due altari laterali.
Nel 1863, don Gaetano Giunti divenne parroco di San Martino e, nei decenni successivi, restaurò la chiesa e la canonica, rimanendo a Terenzano fino alla sua morte nel 1898.
Durante la Seconda guerra mondiale, nel 1944, la chiesa fu gravemente danneggiata a causa degli eventi bellici. Nel dopoguerra, tra il 1945 e il 1947, fu restaurata e riaperta al culto l'11 novembre 1947, alla presenza dell'arcivescovo Elia Dalla Costa. Nel 1986, il territorio parrocchiale di San Martino fu unito a quello di San Jacopo al Girone. Negli anni successivi, alcune tavole tre-quattrocentesche custodite nella chiesa furono trafugate, ma successivamente recuperate e collocate nel Museo diocesano di Santo Stefano al Ponte.

## Descrizione
La chiesa, ad aula unica, ha facciata a capanna e campanile a vela. Sul portale si trova l'iscrizione DEO AC DIVO MARTINO EPISCOPO ("A Dio e a san Martino vescovo"). 
L'architettura interna è scandita da pilastri ionici e paraste in muratura tinteggiata di bianco. Nel presbiterio sulla parete di fondo sono visibili due affreschi risalenti al primo Quattrocento, incorniciati da una particolare struttura in cotto che richiama la forma di un trittico. Al centro della parete, è ora esposto un Crocifisso ligneo da processione, che ha sostituito il Crocifisso attribuito al Giambologna, attualmente conservato nella chiesa di San Jacopo al Girone.
Sulla parete laterale sinistra, vicino alla controfacciata, sono ancora visibili resti di affreschi trecenteschi. Tra questi si distinguono una figura di Cristo all'interno di una mandorla, una testa di santo inserita in una nicchia polilobata dipinta e un frammento di trabeazione affrescata.
Sempre nel presbiterio si vedono due busti in stucco risalenti al Settecento. Le acquasantiere sono in marmo e i dossali d'altare, anch'essi in stucco, risalgono al XVIII secolo.